# Рак, Штепан
Ште́пан Рак (чеш. Štěpán Rak; род. 8 августа 1945, Хуст, Украина) — чешский классический гитарист и композитор украинского происхождения.

## Биография
Родился в городе Хуст в Закарпатье, в младенчестве был оставлен родителями и подобран советскими войсками, шедшими на Прагу, где его усыновила семья Рак. Учился теории музыки и игре на гитаре в Пражской консерватории в 1965—1970 годах, затем композиции в Пражской Академии музыки. С 1975 по 1980 преподавал в консерватории города Ювяскюля (Финляндия). После бархатной революции 1989 года Рак получил мировую известность как концертирующий гитарист и хороший композитор. В настоящее время ведёт активную концертную, педагогическую (в Пражской консерватории) и композиторскую деятельность, выступает в разных странах, в 2002 году посетил Москву.

## Творчество
Стиль сочинений Рака основан на романтических, нео-ренессансных и фольклорных традициях, но композитор также использует всевозможные новые технические приёмы (так, при исполнении сочинения «Голоса бездны» нужно прижимать струны чайной ложкой). Менее известны симфонические и камерные произведения композитора, в том числе пьеса «Хиросима» для симфонического оркестра (1973). Исполнительскую манеру Рака отличают блестящая техника и харизматизм.